# Acacia kuhlmannii
Acacia kuhlmannii é uma espécie de leguminosa do gênero Acacia, pertencente à família Fabaceae.